# Sciara prominens
Sciara prominens är en tvåvingeart som beskrevs av Hardy 1956. Sciara prominens ingår i släktet Sciara och familjen sorgmyggor. Inga underarter finns listade i Catalogue of Life.